# Житников, Пётр Илларионович
Житников Пётр Илларионович (11 сентября 1906 года, г. Луганск, Екатеринославская губ., Российская империя — 19 марта 1979 года, г. Владивосток, СССР) — капитан-директор плавучего крабоконсервного завода «Андрей Захаров». Почётный гражданин г. Владивостока. Герой Социалистического труда.

## Биография
Родился 11 сентября 1906 года в Луганске. В 1929 году был назначен штурманом на судно «Третий краболов». В 1930 году, закончив обучение во Владивостокском морском техникуме, получил диплом капитана дальнего плавания. Осенью 1936 года был назначен капитаном судна «Второй краболов». Во время Второй мировой войны был капитаном судна «Чернышевский», которое участвовало в высадке советского десанта. После окончания войны вернулся на прежнюю должность капитана-директора «Второго краболова».
2 марта 1957 года Указом Президиума Верховного Совета СССР за выдающиеся достижения в развитии рыбного промысла, высокие показатели добычи рыбы, китов и крабов, а также увеличение рыбной продукции ему было присвоено звание Героя Социалистического Труда с вручением ордена Ленина и золотой медали «Серп и Молот».
В 1961 году стал первым капитаном флагмана краболовного флота — вновь построенного плавучего крабоконсервного завода «Андрей Захаров». Дважды в 1950 и в 1963 годах был избран депутатом Приморского краевого Совета.
Жил во Владивостоке. Умер 19 марта 1979 года. Похоронен на Морском кладбище Владивостока.

## Награды
- Орден Ленина — дважды (1951 год, 1957 год)
- Орден Трудового Красного Знамени (1950 год)
- Медаль «За победу над Японией»» (1945 год)

## Память
Именем Петра Житникова названа плавбаза проекта R-743D «Пётр Житников», спущенная на воду в Финляндии в 1989 году.